# Terumi Nagae
Terumi Nagae (長江 輝美, Nagae Terumi) is een Japans voormalig voetbalster.

## Carrière
Nagae speelde voor Nikko Securities Dream Ladies.
Nagae maakte op 21 augustus 1994 haar debuut in het Japans vrouwenvoetbalelftal tijdens een wedstrijd tegen Oostenrijk.

## Statistieken
| Japans vrouwenvoetbalelftal | Japans vrouwenvoetbalelftal | Japans vrouwenvoetbalelftal |
| Jaar                        | Wed.                        | Dlp.                        |
| --------------------------- | --------------------------- | --------------------------- |
| 1994                        | 1                           | 0                           |
| Totaal                      | 1                           | 0                           |